# Johnny B
„Johnny B” – utwór muzyczny amerykańskiej grupy rockowej The Hooters z albumu One Way Home, wydany w 1987 roku. Utwór zajął 61. miejsce na liście Billboard Hot 100 oraz trzecie na liście Mainstream Rock Tracks.

## Lista utworów
LP (7", 12")
A: „Johnny B” – 3:58
B: „Lucy in the Sky with Diamonds” (Live) – 4:08
CD maxi singel
1. „Johnny B” – 3:58
2. „Lucy in the Sky with Diamonds” (Live) – 4:08
3. „Satellite” – 4:08
4. „And We Danced” – 3:48

## Pozycje na listach przebojów
| Lista                       | Najwyższa pozycja |
| --------------------------- | ----------------- |
| Australia                   | 74                |
| Niemcy (Media Control)      | 7                 |
| Stany Zjednoczone (Hot 100) | 61                |

## Covery
- W 1997 roku niemiecka grupa hip-hopowa Down Low nagrała cover utworu, który zajął czwarte miejsce na niemieckiej liście singlowej[5].
- Niemiecki zespół folk metalowy Equilibrium wydał w 2019 cover piosenki na albumie Renegades.